# Quilonis
Quilonis (en llatí Cheilonis, en grec antic Χιλονίς "Chilonis") fou una princesa espartana, filla de Leònides II i Cratesiclea i esposa de Cleombrot II.
Segons diu Plutarc, quan Leònides, alarmat per la persecució iniciada contra ell per l'èfor Lisandre per haver-se casat amb una dona estrangera, es va refugiar al temple d'Atena, Quilonis va abandonar al seu marit Cleombrot que va ser proclamat rei després de la deposició de Leònides, i es va reunir amb el seu pare al que va acompanyar en el seu exili i van fugir a Tegea. No va mantenir el seu poder durant molt de temps, perquè els lacedaemonis, cansats del seu govern tirànic, van demanar a Leònides que tornés i aquest va voler castigar el seu gendre. Cleombrot va ser obligat a refugiar-se al temple de Posidó, i Quilonis llavors se'n va anar amb el seu marit i li va salvar la vida, impedint la venjança del pare, i va preferir tornar a exiliar-se, aquesta vegada seguint el seu marit Cleombrot, juntament amb els seus dos fills.